# Кимберли (Западная Виргиния)
Кимберли (англ. Kimberly) — статистически обособленная местность в округе Фейетт, штат Западная Виргиния (США). По данным переписи за 2010 год число жителей города составляло 287 человек, по оценке Бюро переписи США в 2014 году в городе проживало 296 человек.

## Географическое положение
Кимберли находится в центре штата Западная Виргиния на реке Армстронг-Крик рядом с местом её впадения в Канову. По данным Бюро переписи населения США местность имеет общую площадь в 2,31 км².

## Население
По данным переписи 2010 года население Кимберли составляло 287 человек (из них 46,7 % мужчин и 53,3 % женщин), в городе было 123 домашних хозяйства и 82 семьи. На территории местности было расположено 136 построек со средней плотностью 58,9 постройки на один квадратный километр суши. Расовый состав: белые — 90,6 %, афроамериканцы — 5,2 %, азиаты — 0,3 %.
Население местности по возрастному диапазону по данным переписи 2010 года распределилось следующим образом: 19,2 % — жители младше 18 лет, 2,4 % — между 18 и 21 годами, 63,4 % — от 21 до 65 лет и 15,0 % — в возрасте 65 лет и старше. Средний возраст населения — 44,1 года. На каждые 100 женщин в Кимберли приходилось 87,6 мужчины, при этом на 100 совершеннолетних женщин приходилось уже 82,7 мужчины сопоставимого возраста.
Из 123 домашних хозяйств 66,7 % представляли собой семьи: 57,7 % совместно проживающих супружеских пар (18,7 % с детьми младше 18 лет); 8,1 % — женщины, проживающие без мужей, и 0,8 % — мужчины, проживающие без жён. 33,3 % не имели семьи. В среднем домашнее хозяйство ведут 2,33 человека, а средний размер семьи — 2,85 человека. В одиночестве проживали 28,5 % населения, 14,7 % составляли одинокие пожилые люди (старше 65 лет).

## Экономика
В 2014 году из 266 человек старше 16 лет имели работу 102. При этом мужчины имели медианный доход в 99 271 доллар США в год против 63 229 долларов среднегодового дохода у женщин. В 2014 году медианный доход на семью оценивался в 36 979 $, на домашнее хозяйство — в 37 273 $. Доход на душу населения — 27 745 $ в год.